# Dick Francis
Richard „Dick“ Francis CBE (* 31. Oktober 1920 in Lawrenny, Wales als Richard Stanley Francis; † 14. Februar 2010 auf Grand Cayman) war ein britischer Krimi-Autor und Jockey.

## Leben
In seiner Karriere als Jockey gewann Francis über 350 Pferderennen. Von 1953 bis 1957 startete er für den Stall der „Queen Mum“. Nach einem schweren Sturz im Jahr 1957 musste er das Rennreiten aufgeben. Seinen berühmtesten Augenblick als Jockey erlebte er, als er im Grand National von 1956 das Pferd der Queen Mum, Devon Loch, ritt und in der Führungsposition kurz vor dem Ziel unerklärlicherweise stürzte.
Sein erstes Buch war seine Autobiografie, The Sport of Queens (1957), die ihn zum Rennkorrespondenten für den London Sunday Express empfahl, eine Stellung, die er sechzehn Jahre lang innehatte. 1962 veröffentlichte er seinen ersten Krimi, Dead Cert (deutsch: Todsicher), der in der Welt der Pferderennen spielt und 1974 von Tony Richardson unter dem Titel Eine todsichere Sache verfilmt wurde. Seit damals hat er mehr als 30 Bücher geschrieben. Obwohl alle seine Romane vor dem Hintergrund des Rennsports spielen, arbeiten seine Helden in höchst unterschiedlichen Berufen; vom Künstler in To the Hilt (deutsch: Verrechnet) über einen Weinhändler in Proof (deutsch: Weinprobe) bis zum Privatdetektiv in Odds Against (deutsch: Nervensache).
Eine nicht-autorisierte Biographie, Dick Francis: A Racing Life, nährte den Vorwurf, Francis Bücher seien in Wahrheit von seiner Frau Mary geschrieben. Dick Francis selbst gibt an, dass seine Frau wesentliche Beiträge geleistet hat, und bezeichnete sie nach ihrem Tod im September 2000 als den „Antrieb seines Schreibens“. Er bezweifelte, ob er jemals allein ein weiteres Buch schreiben würde. Francis veröffentlichte für mehrere Jahre kein neues Buch mehr; erst seit Herbst 2006 erschienen wieder Romane. Mit Dead Heat beteiligte Francis ab 2007 seinen jüngeren Sohn Felix erstmals als Co-Autor. Er soll bereits vorher für viele Romane seines Vaters Recherchearbeit geleistet haben. Das Werk von Dick Francis erscheint auf Deutsch im Diogenes Verlag.
Dick Francis verstarb am 14. Februar 2010 im Alter von 89 Jahren auf Grand Cayman. In einer offiziellen Presseaussendung teilte der Buckingham-Palast mit, dass die Queen trauern werde.

## Stilistische Elemente
Die Romane spielen vor dem Hintergrund des Pferdesports (insbesondere Hindernisrennen). Dabei spielen oft aktive und ehemalige Jockeys die Rolle des Ich-Erzählers, außerdem Buchprüfer, Banker, Diplomaten, Meteorologen, Physiklehrer, Spediteure und viele andere mehr. Ihre persönliche Lage ist von inneren Konflikten und/oder menschlicher Einsamkeit geprägt. Die Verwicklung in kriminelle Geschehnisse ergibt sich zumeist zufällig. Francis versteht es aufgrund sorgfältiger Recherche bemerkenswerte Detailkenntnis aus dem hauptberuflichen Tätigkeitsfeld des Ich-Erzählers flüssig in den Plot einzuflechten. Seine Spezialität sind unerwartete Wendungen in der Handlung, die den Leser nicht selten mit der gleichen Wucht treffen wie die Schicksalsschläge, welche die Hauptperson aus heiterem Himmel treffen.
Francis widerstand weitgehend der Versuchung, wiederkehrende Detektivfiguren zu schaffen. Demzufolge sind die Kriminalitätsfelder, mit denen es die Hauptperson zu tun hat, sehr vielfältig. Während beispielsweise die bekanntesten Geschichten mit Sherlock Holmes, Hercule Poirot und Miss Marple sich vor allem um die Aufklärung mehr oder weniger verzwickter Mordmethoden drehen, kommen bei Francis Kunstfälschung, Rosstäuscherei, Immobilienspekulation, Erpressung, Schmuggel atomwaffenfähigen Materials, Versicherungsbetrug, Doping, Wettbetrug und andere Delikte als Romanthemen vor.
Lediglich zwei Hauptfiguren kommen in mehreren Romanen vor: Der Ex-Jockey und Privatdetektiv Sid Halley (Odds Against (Nervensache), Whip Hand (Handicap), Come To Grief (Favorit) und Under Orders (Gambling)), und der Jockey Kit Fielding (Break In und Bolt). Allerdings verschaffen gerade die Wiederauftritte von Sid Halley ihm eine besondere menschliche Tiefe und ausgereifte Charakterzeichnung. Insofern kann Halley als Francis’ wichtigste Romanfigur gelten.

## Auszeichnungen
- 1970 Edgar Allan Poe Award (Kategorie Best Novel) für Forfeit (dt. Hilflos. Diogenes, Zürich 1994)
- 1996 Edgar Allan Poe Award (Kategorie Best Novel) für Come to Grief (dt. Favorit. Diogenes, Zürich 1997)
- 1979 CWA Gold Dagger für Whip Hand. (dt. Handicap. Diogenes, Zürich 1981; Neuübersetzung 1991)
- 1981 Edgar Allan Poe Award (Kategorie Best Novel) für dto.
- 1989 Cartier Diamond Dagger Lifetime Achievement Award, die höchste Auszeichnung der britischen Crime Writers' Association (CWA) für besondere Leistungen von Autoren während ihres bisherigen literarischen Lebens für den englischsprachigen Kriminalroman
- 1996 Grand Master Award, die wichtigste und prestigeträchtigste Auszeichnung der amerikanischen Mystery Writers of America (MWA), die Autoren zuteilwird, die in ihrem bisherigen literarischen Leben besondere Leistungen im Krimi-Genre vollbracht haben und sich durch gleichbleibend hohe schriftstellerische Qualität auszeichnen.
- 2000 Commander of the Order of the British Empire
- 2001 Malice Domestic Award for Lifetime Achievement, der Ehrenpreis der Agatha-Awards in Anerkennung an das Lebenswerk eines Autors aus dem Mystery-Genre

## Werke
Autobiographie
- The Sport of Queens. An autobiography. 4. Aufl. Joseph Books, London 1988, ISBN 0-7181-3041-3.

Erzählungen
- Field of Thirteen.
  - Deutsch: Winkelzüge. Dreizehn Geschichten  Diogenes Verlag, Zürich 2000, ISBN 3-257-06236-2 (übersetzt von Michaela Link)
Inhalt: „Bombenalarm in Kingdom Hill“, „Rot, rot, tot“, „Ein Lied für Mona“, „Ein strahlend weißer Stern“, „Auf Kollisionskurs“, „Alptraum“, „Eine Möhre für den Fuchs“, „Ein Geschenk des Himmels“, „Frühlingsfieber“, „Blindlings“, „Winkelzüge“, „Der Tag der Verlierer“ und „Der Tod von Christopher Haig“.
  - Hörbuch: Winkelzüge. Der Tod von Christopher Haig. Zwei Geschichten. Diogenes Verlag, Zürich 2007, ISBN 978-3-257-80176-7 (2 CDs, gelesen von Jochen Striebeck).

Kit Fielding Reihe
1. Break In.
Deutsch: Ausgestochen. Roman  Diogenes Verlag, Zürich 1995, ISBN 3-257-22837-6 (früherer Titel „Zahm und zerbrochen“, übersetzt von Malte Krutzsch).
2. Bolt.
Deutsch: Festgenagelt. Roman  6. Aufl. Diogenes Verlag, Zürich 2006, ISBN 978-3-257-22838-0 (übersetzt von Malte Krutzsch)
Hörspiel: Festgenagelt. Kriminalhörspiel. Der Audio-Verlag, Berlin 2002, ISBN 3-89813-178-5 (1 CD).
3. unvollendet und unveröffentlicht

Sid Halley Reihe
1. Odds Against.
Deutsch: Nervensache. Roman. Diogenes Verlag, Zürich 1993, ISBN 3-257-22540-7 (früherer Titel „Die Chancen stehen schlecht“, übersetzt von Tony Westermayr).
2. Whip Hand
Deutsch: Handicap. Roman. Diogenes Verlag, Zürich 1991, ISBN 3-257-21984-9 (übersetzt von Jobst-Christian Rojahn).
3. Come to Grief.
Deutsch: Favorit. Roman. Diogenes Verlag, Zürich 1997, ISBN 3-257-06132-3 (übersetzt von Malte Krutzsch).
Hörbuch: Favorit. Lübbe Audio, Bergisch Gladbach 2002, ISBN 3-7857-1219-7 (3 CDs, gelesen von Detlef Bierstedt).
4. Under Orders.
Deutsch: Gambling. Roman. Diogenes Verlag, Zürich 2007, ISBN 978-3-257-06604-3 (übersetzt von Malte Krutzsch)
Hörbuch: Gambling. Diogenes Verlag, Zürich 2007, ISBN 978-3-257-80154-5 (6 CDs, gelesen von Jochen Striebeck).
5. Refusal.
Deutsch: Verzockt. Roman. Diogenes, Zürich 2016, ISBN 978-3-257-30039-0 (übersetzt von Malte Krutzsch).

Einzelne Romane
- Dead Cert.
  - Deutsch: Todsicher. Diogenes Verlag, Zürich 1993, ISBN 3-257-22539-3 (früherer Titel „Aufs falsche Pferd gesetzt“, übersetzt von Tony Westermayr).
- Nerve.
  - Deutsch: Rufmord. Diogenes Verlag, Zürich 2007, ISBN 978-3-257-22988-2 (früherer Titel „Angst“, 1993 bzw. „Die letzte Hürde“ 1964, übersetzt von Peter Naujock).
  - Hörbuch: Rufmord. Kriminalhörspiel. Der Audio-Verlag, Berlin 2001, ISBN 3-89813-134-3 (1 CD).
- For Kicks.
  - Deutsch: Doping. Diogenes Verlag, Zürich 2000, ISBN 3-257-23254-3 (früherer Titel „Der Trick, den keiner kannte“, übersetzt von Malte Krutzsch).
- Flying Finish.
  - Deutsch: Blindflug. 7. Aufl. Diogenes Verlag, Zürich 1993, ISBN 3-257-22541-5 (früherer Titel „Mord inbegriffen“, übersetzt von Tony Westermayr).
- Blood Sport.
  - Deutsch: Schnappschuss.  4. Aufl. Diogenes Verlag, Zürich 2003, ISBN 3-257-22987-9 (früherer Titel „Grand Prix für Mord“, übersetzt von Norbert Wölfl).
- Forfeit.
  - Deutsch: Hilflos. Diogenes Verlag, Zürich 1994, ISBN 3-257-22655-1 (früherer Titel „Jede Wette auf Mord“, übersetzt von Nikolaus Stingl).
- Enquiry.
  - Deutsch: Peitsche. 5. Aufl. Diogenes Verlag, Zürich 2004, ISBN 3-257-22755-8 (früherer Titel „Milord liebt die Peitsche“, übersetzt von Nikolaus Stingl).
- Rat Race.
  - Deutsch: Rat Race. Diogenes Verlag, Zürich 1998, ISBN 3-257-22989-5 (früherer Titel „Air-Taxi ins Jenseits“, übersetzt von Michaela Link).
- Bonecrack.
  - Deutsch: Knochenbruch. Diogenes Verlag, Zürich 1998, ISBN 3-257-22836-8 (früherer Titel „Tod am Turf“, übersetzt von Michaela Link).
- Smokescreen.
  - Deutsch: Gefilmt. 6. Aufl. Diogenes Verlag, Zürich 2008, ISBN 978-3-257-22656-0 (früherer Titel „Mit Fesseln ins Finale“, übersetzt von Malte Krutzsch).
- Slay-ride.
  - Deutsch: Schlittenfahrt. 5. Aufl. Diogenes Verlag, Zürich 2004, ISBN 3-257-22866-X (früherer Titel „Schlachtritt“ bzw. „Ein Jockey auf Tauchstation“, übersetzt von Jobst-Christian Rojahn).
- Knockdown.
  - Deutsch: Zuschlag. 4. Aufl. Diogenes Verlag, Zürich 2007, ISBN 978-3-257-23095-6 (früherer Titel „Voll Blut“, übersetzt von Ruth Keen).
- High Stakes.
  - Deutsch: Versteck. Diogenes Verlag, Zürich 2001, ISBN 3-257-23094-X (früherer Titel „Roßtausch“, übersetzt von Malte Krutzsch).
- In the Frame.
  - Deutsch: Gefälscht. Diogenes Verlag, Zürich 2001, ISBN 3-257-23309-4 (früherer Titel „Die ganze Palette des Todes“, übersetzt von Malte Krutzsch).
- Risk.
  - Deutsch: Risiko. 4. Aufl. Diogenes Verlag, Zürich 2005, ISBN 3-257-23117-2 (früherer Titel „Ein Goldcup zur Entführung“, übersetzt von Michaela Link).
- Trial Run.
  - Deutsch: Galopp. Diogenes Verlag, Zürich 1991, ISBN 3-257-21983-0 (früherer Titel „Im Galopp in die Falle“, übersetzt von Nikolaus Stingl).
- Reflex.
  - Deutsch: Reflex. Diogenes Verlag, Zürich 1991, ISBN 3-257-21982-2 (übersetzt von Monika Kamper)
- Twice Shy.
  - Deutsch: Fehlstart. Ullstein, Frankfurt/M. 1983, ISBN 3-548-10204-2 (übersetzt von Malte Krutzsch)
- Banker.
  - Deutsch: Banker. Diogenes Verlag, Zürich 1993, ISBN 3-257-22601-2 (früherer Titel „Galopp in Gefahr“, übersetzt von Malte Krutzsch).
- The Danger.
  - Deutsch: Gefahr. Diogenes Verlag, Zürich 2007, ISBN 978-3-257-22600-3 (früherer Titel „Die Gefahr“, übersetzt von Malte Krutzsch).
- Proof.
  - Deutsch: Weinprobe. 12. Aufl. Diogenes Verlag, Zürich 2005, ISBN 3-257-22754-X (übersetzt von Malte Krutzsch).
- Hot Money.
  - Deutsch: Mammon. Diogenes Verlag, Zürich 2000, ISBN 3-257-23160-1 (früherer Titel „Totes Rennen“, übersetzt von Malte Krutzsch).
- The Edge.
  - Deutsch: Gegenzug. Diogenes Verlag, Zürich 1992, ISBN 3-257-01917-3 (übersetzt von Malte Krutzsch)
- Straight.
  - Deutsch: Unbestechlich. 9. Aufl. Diogenes Verlag, Zürich 2005, ISBN 3-257-22483-4 (übersetzt von Jobst-Christian Rojahn).
- Longshot.
  - Deutsch: Außenseiter. Diogenes Verlag, Zürich 1992, ISBN 3-257-01902-5 (übersetzt von Gerald Jung).
  - Hörbuch: Aussenseiter. Gekürzte Fassung. Lübbe Audio, Bergisch Gladbach 2003, ISBN 3-7857-1321-5 (3 CDs, gelesen von Detlef Bierstedt).
- Comeback.
  - Deutsch: Comeback. Diogenes Verlag, Zürich 1995, ISBN 3-257-22753-1 (übersetzt von Malte Krutzsch).
- Driving Force.
  - Deutsch: Sporen. Diogenes Verlag, Zürich 1995, ISBN 3-257-22795-7 (übersetzt von Malte Krutzsch).
- Decider.
  - Deutsch: Lunte. 6. Aufl. Diogenes Verlag, Zürich 2007, ISBN 978-3-257-22934-9 (übersetzt von Malte Krutzsch).
  - Hörbuch: Lunte. Lübbe Audio, Bergisch Gladbach 2003, ISBN 3-7857-1273-1 (3 Cds, gelesen von Detlef Bierstedt).
- Wild Horses.
  - Deutsch: Zügellos. Diogenes Verlag, Zürich 1996, ISBN 3-257-06101-3 (übersetzt von Malte Krutzsch).
  - Hörspiel: Zügellos. Kriminalhörspiel. Der Audio-Verlag, Berlin 2003, ISBN 3-89813-266-8 (1 CD).
- To the Hilt.
  - Deutsch: Verrechnet. Diogenes Verlag, Zürich 1998, ISBN 3-257-23138-5  (übersetzt von Malte Krutzsch).
  - Hörspiel: Verrechnet. Kriminalhörspiel. Der Audio-Verlag, Berlin 2005, ISBN 3-89813-388-5 (1 CD).
- 10 Lb. Penalty.
  - Deutsch: Rivalen. Diogenes Verlag, Zürich 2001, ISBN 3-257-23253-5 (übersetzt von Malte Krutzsch).
  - Hörbuch: Rivalen. Lübbe Audio, Bergisch Gladbach 2002, ISBN 3-7857-1182-4 (2 MCs, gelesen von Detlef Bierstedt).
- Second wind.
  - Deutsch: Hurrikan. 3. Aufl. Diogenes Verlag, Zürich 2006, ISBN 978-3-257-23338-4 (übersetzt von Malte Krutzsch).
- Shattered.
  - Deutsch: Scherben. Diogenes Verlag, Zürich 2002, ISBN 3-257-06310-5 (übersetzt von Malte Krutzsch).
- Dead Heat.
  - Deutsch: Abgebrüht. Diogenes Verlag, Zürich 2009, ISBN 978-3-257-24036-8 (zusammen mit Felix Francis, übersetzt von Malte Krutzsch).
- Silks.
  - Deutsch: Schikanen. Diogenes Verlag, Zürich 2010, ISBN 978-3-257-06744-6 (zusammen mit Felix Francis, übersetzt von Malte Krutzsch).
- Even Money.
  - Deutsch: Verwettet. Diogenes Verlag, Zürich 2011, ISBN 978-3-257-06775-0 (zusammen mit Felix Francis, übersetzt von Malte Krutzsch).
- Crossfire.
  - Deutsch: Kreuzfeuer. Diogenes Verlag, Zürich 2012, ISBN 978-3-257-06812-2 (zusammen mit Felix Francis, übersetzt von Malte Krutzsch).

## Verfilmungen
- Deirdre Fiel (Regie): Twice shy. USA 1989 (nach dem Roman Fehlstart).
- Tony Richardson (Regie): Eine todsichere Sache. 1974 (nach dem Roman Dead cert).
- Harvey Hart (Regie): Entführt, kein Lösegeld. USA 1989 (nach dem Roman Blood Sport).
- Wigbert Wicker (Regie): Original oder Fälschung. GB 1989 (nach dem Roman In the Frame).
- The racing game. GB 1979/80 (TV-Serie in sechs Teilen)